# 푸아투샤랑트
푸아투샤랑트(프랑스어: Poitou-Charentes)는 프랑스 북부에 위치한 레지옹으로 중심 도시는 푸아티에이며 면적은 25,809 km2, 인구는 1,722,000명(2007년 기준)이다.
북쪽으로는 페이드라루아르, 북동쪽으로는 상트르발드루아르, 동쪽으로는 리무쟁, 남쪽으로는 아키텐, 서쪽으로는 비스케이만과 접한다. 4개 주(되세브르주, 비엔주, 샤랑트주, 샤랑트마리팀주)를 관할한다. 2016년 1월 1일을 기해 시행된 레지옹 개편에 따라 아키텐과 리무쟁, 푸아투샤랑트가 누벨아키텐(옛 이름 아키텐리무쟁푸아투샤랑트)으로 합병되었다.